# Bundstaken
Ein Bundstaken, auch Schurbaum (niederländisch: schoorboom) oder Schricke wurde in der Binnenschifffahrt beim Stiefeln genutzt, um das Schiff auf Kurs zuhalten.

## Aufbau
Der Bundstaken besteht aus einem bis zu fünf Meter langen grob bearbeiteten Baumstamm mit einem Durchmesser von bis 30 Zentimeter. Am oberen Ende befinden sich die Hörner, früher aus Holz, später auch aus Metall T-förmig aufgesetzt. Sie dienen als Handgriffe zum Hantieren und zum Belegen einer Leine. Das untere Ende des Stakens ist mit einer stählernen Spitze unterschiedlicher Form bewehrt. Die Form richtet sich nach dem erwarteten Flussgrund bzw. der Böschung. Für sehr weichen Grund wurden gespreizte, gabelähnliche Spitzen verwendet. Diese wird auch als Klaue bezeichnet.

## Handhabung
Der Bundstaken wurde während der antriebslosen Fahrt und bei Annäherung an das Ufer in Fahrtrichtung schräg in den Grund gesetzt und mit einer Leine am oberen Ende im Bugbereich des Schiffes, meist zwischen den Doppelpollern, festgesetzt. So konnte der Bug vom Ufer in die Fahrrinne zurück gelenkt werden. Im Gebiet der Oder wurde dieser Arbeitsvorgang Zippeln genannt. Ein weiterer Verwendungszweck ist der Einsatz als Abstandshalter beim Festmachen eines Schiffes an einer schrägen, nicht befestigten Uferböschung. Die Bundstaken verhindern ein Aufsetzen des Schiffes auf die Böschung.